# Milan Luhový
Milan Luhový (Ružomberok, 1 de gener de 1963) és un exfutbolista txecoslovac, que ocupava la posició de davanter.
En la seua carrera va militar en diversos equips de l'extinta lliga de Txecoslovàquia, com l'Slovan Bratislava o el Dukla Praga. En aquest darrer equip va destacar en esdevenir màxim golejador de la lliga de 1988 i de 1989.
Posteriorment va militar a equips de la lliga espanyola, francesa, grega i belga.
Va ser internacional amb Txecoslovàquia en 31 ocasions, tot marcant set gols. Amb la selecció hi va participar en el Mundial de 1990, on va marcar el cinquè gol davant els Estats Units.